# Hermann Böhacker
Hermann Böhacker (* 30. September 1941 in Salzburg) ist ein österreichischer Wirtschaftstreuhänder, Steuerberater und Politiker (FPÖ/BZÖ). Böhacker ist ehemaliger Abgeordneter zum Österreichischen Nationalrat.

## Ausbildung und Beruf
Hermann Böhacker besuchte zwischen 1947 und 1955 die Volks- und Hauptschule in Salzburg und danach die örtliche Bundeshandelsakademie. Nach der Matura 1959 leistete Böhacker den Präsenzdienst ab und arbeitete zwischen 1959 und 1960 als selbständiger Kaufmann und Buchhalter. Er war zwischen 1960 und 1969 Finanzbeamter und Betriebsprüfer bei Großbetriebsprüfungen und von 1969 bis 1971 Revisionsassistent (Berufsanwärter) in einem Steuerbüro. Böhacker legte zudem an der Bundesfinanzschule die Betriebsprüferprüfung ab und absolvierte 1971 die Steuerberaterprüfung. 1971 machte er sich als Wirtschaftstreuhänder-Steuerberater selbständig.

## Politik
Böhacker war ab 1974 Gemeindevertreter in Bergheim und zwischen 1971 und 1998 dort Ortsparteiobmann der FPÖ. 1992 war er Landesparteisekretär der FPÖ Salzburg und wurde 1984 zum Bezirksparteiobmann-Stellvertreter der FPÖ Flachgau gewählt. Böhacker blieb bis 1995 Bezirksparteiobmann-Stellvertreter und wurde 1984 in die Landesparteileitung der FPÖ Salzburg gewählt. Böhacker war zwischen 1986 und 1999 zudem Mitglied des Landes- und Bundesvorstandes des Ringes Freiheitlicher Wirtschaftstreibender (RFW).
Böhacker vertrat zwischen dem 5. November 1990 und dem 19. Dezember 2002 die FPÖ im Nationalrat. Im Zuge der Parteispaltung schloss sich Böhacker dem BZÖ an. Er ist derzeit Finanzreferent des BZÖ Salzburg.

## Auszeichnungen
- 2000: Großes Goldenes Ehrenzeichen für Verdienste um die Republik Österreich[2]
- 2003: Goldenes Ehrenzeichen des Landes Salzburg
- 2005: Goldenes Ehrenzeichen der Gemeinde Bergheim bei Salzburg